# 12663 Björkegren
12663 Björkegren eller 1978 RL7 är en asteroid i huvudbältet som upptäcktes den 2 september 1978 vid Europeiska sydobservatoriet (ESO) av Uppsalaastronomen Claes-Ingvar Lagerkvist. Den är uppkallad efter upptäckarens grannar, familjen Björkegren.
Asteroiden har en diameter på ungefär 5 kilometer och den tillhör asteroidgruppen Koronis.